# Mount Gudmundson
Mount Gudmundson är ett berg i Antarktis. Det ligger i Östantarktis. Australien gör anspråk på området. Toppen på Mount Gudmundson är 2 040 meter över havet, eller 294 meter över den omgivande terrängen. Bredden vid basen är 2,9 km.
Terrängen runt Mount Gudmundson är huvudsakligen kuperad, men åt sydost är den platt. Trakten är obefolkad. Det finns inga samhällen i närheten.